# Maynie Sirén

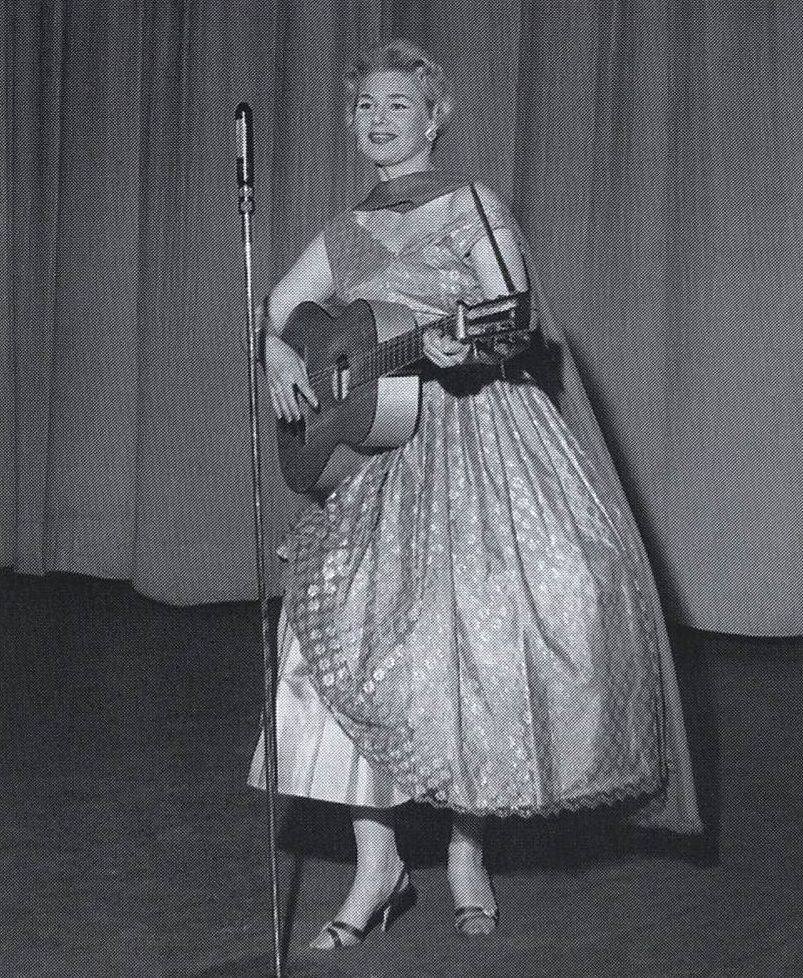
Maynie Sirén.

Maynie Helena Margaretha Sirén-Englund, född Smolander 27 augusti 1924 i Viborg, död 19 december 2003 i Helsingfors, var en finländsk sångerska (alt). Hon var från 1958 gift med Einar Englund, som ofta ackompanjerade henne vid flygeln. 
Sirén studerade sång för Frida Sergejeff 1945–1955 och för Aune Antti 1955–1958. Hon studerade även sång i Paris 1951. Hon slog igenom som chanson- och vissångerska genom framträdanden i såväl Finland som en rad länder i Europa. År 1957 deltog hon i en internationell sångtävling i Moskva i vilken hon vann första pris i klassen för vissång och andra pris i klassen för folksång. Hon framförde även barnvisor, schlagers och sånger av Bertolt Brecht. Hon hade även framgångar som grammofonartist och spelade in omkring 90 sånger, bland annat den svenska versionen av 1950-talsschlagern Muistatko Monrepos'n (Minns du Monrepos, 1956). Maynie Sirén är gravsatt i minneslunden på Norra kyrkogården i Visby.